# Santana do Piauí
Santana do Piauí est une municipalité brésilienne située dans l'État du Piauí.